# Catia Polidori

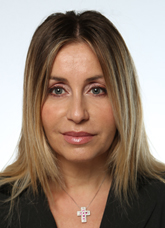
Catia Polidori (2013)

Catia Polidori (* 3. Juli 1967 in Città di Castello) ist eine italienische Politikerin.

## Leben
Catia Polidori studierte nach ihrer Schulzeit an der Universität Siena Wirtschaftswissenschaften. Sie ist Mitglied der Partei Popolo della Libertà. Polidori wurde bei den Parlamentswahlen 2008 als Abgeordnete in die Camera dei deputati gewählt. 2010 schloss sie sich der Fraktion der Futuro e Libertà per l’Italia um Gianfranco Fini an. Bei dem Misstrauensvotum im Abgeordnetenhaus gegen Ministerpräsident Silvio Berlusconi am 14. Dezember 2010 stimmte sie gegen das Ziel der Futuro e Libertà per l’Italia, Berlusconi abzuwählen.